# フォール・イン・ラヴ・アット・クリスマス
「フォール・イン・ラヴ・アット・クリスマス」 (Fall in Love at Christmas)は、マライア・キャリーとカリードとカーク・フランクリンの楽曲。

## 解説
ミュージック・ビデオにはマライアの子供達が出演。監督はマライア自身とブライアン・タナカ。
同年のApple TV+のスペシャル番組『Mariah’s Christmas: The Magic Continue』で初披露した。

## 収録曲
CDシングル
1. Fall in Love at Christmas (Main Version) - 5:08
2. Fall in Love at Christmas (Radio Edit) - 3:38
3. Fall in Love at Christmas (Radio Edit with Outro) - 4:15